# Туртапки
Туртапки (рос. Туртапки) — присілок в Росії у складі Ардатовського району Нижньогородської області. Входить до складу Саконської сільської ради.

## Населення
| 1999 | 2002 | 2010 |
| ---- | ---- | ---- |
| 154  | ↘148 | ↘136 |